# Gmina Żółkiewka

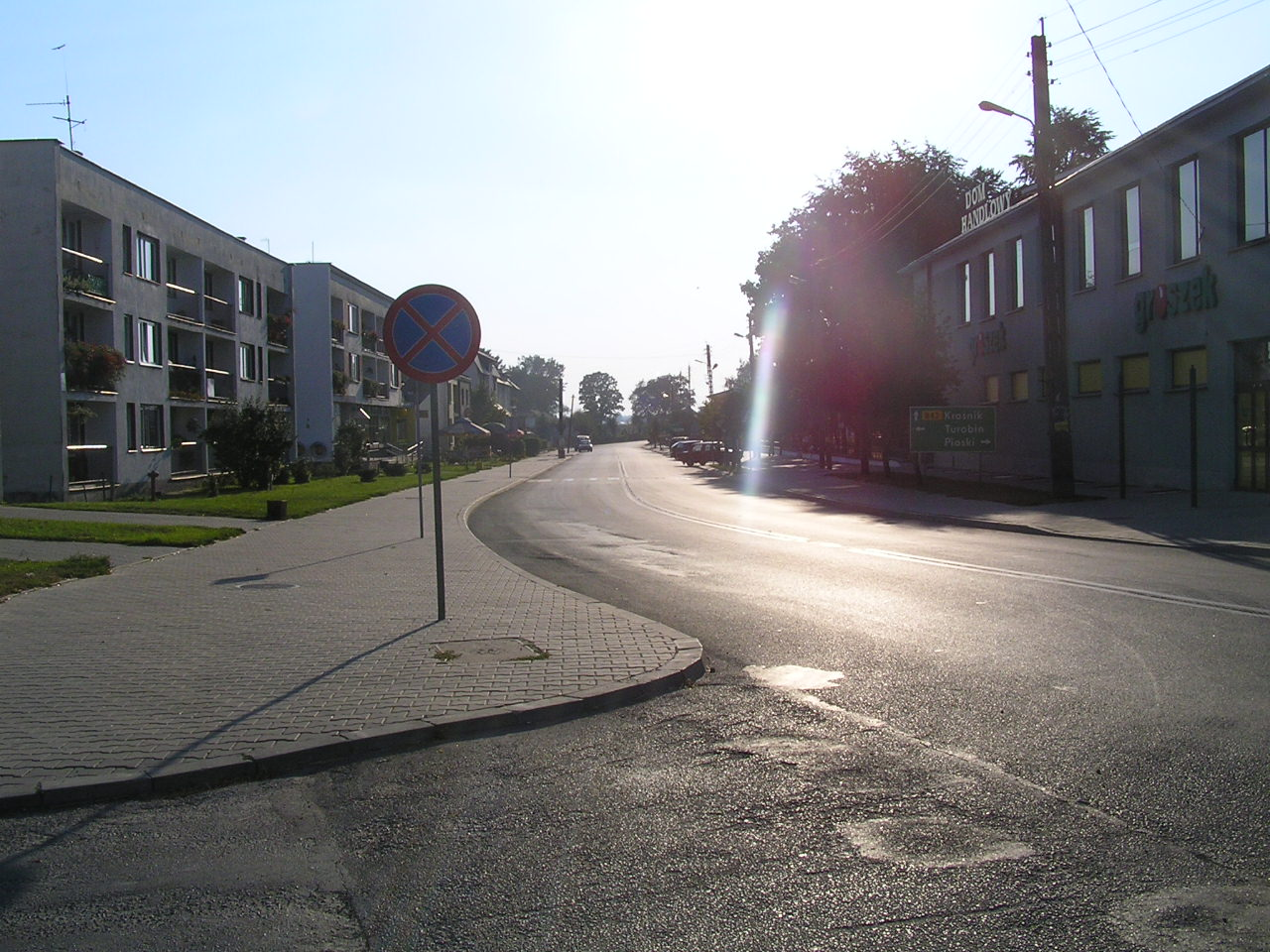
Zentrum von Żółkiewka

Die Gmina Żółkiewka ist eine Landgemeinde im Powiat Krasnostawski der Woiwodschaft Lublin im östlichen Polen, ungefähr 26 km südwestlich von Krasnystaw und 43 km südöstlich von Lublin. Ihr Sitz ist das Dorf Żółkiewka-Osada.

## Gemeinde
Zur Landgemeinde Żółkiewka gehören folgende 31 Ortschaften, von denen insgesamt 29 ein Schulzenamt besitzen:
Adamówka
Borówek
Borówek-Kolonia
Celin
Chłaniów
Chłaniów-Kolonia
Chłaniówek
Chruściechów
Dąbie
Gany
Huta
Koszarsko
Majdan Wierzchowiński
Makowiska
Markiewiczów
Olchowiec
Olchowiec-Kolonia
Poperczyn
Rożki
Rożki-Kolonia
Siniec
Średnia Wieś
Tokarówka
Wierzchowina
Władysławin
Wola Żółkiewska
Wólka
Zaburze
Żółkiew-Kolonia
Żółkiewka-Osada

## Geographie

### Gewässer
Beliebt bei Anglern ist der Stausee am Fluss Żółkiewka mit einer Fläche von über 14 Hektar. Der See beheimatet unter anderem die Fische: Karpfen, Hecht, Zander und Barsch.
Der gleichnamige Fluss Żółkiewka entspringt im Dorf Rożki, fließt dann durch die Gmina Żółkiewka und weiter durch die benachbarten Landgemeinden, um dann nach 33 Kilometern in Krasnystaw linksseitig in den Wieprz zu münden.
Der Bach Łętownia entspringt nahe dem Dorf Wierzchowina
und mündet nach 21 Kilometern ebenfalls linksseitig in den Wieprz.
Im äußersten Norden der Gemeinde, in Höhe des Dorfes Dąbie, kreuzt der Fluss Giełczewka für wenige hundert Meter die Grenze von Żółkiewka.

## Politik
Bürgermeister
Bei den Selbstverwaltungswahlen in Polen 2018 stimmten die Wahlberechtigten zur Bürgermeisterwahl in Żółkiewka folgendermaßen ab:
Jacek Lis: Polnische Volkspartei 54,69 %, 1248 Stimmen
Bogusław Zych Recht und Gerechtigkeit: 45,3 %, 1034 Stimmen
Jacek Lis wurde im Amt des Wójt bestätigt.

## Wirtschaft
Über 60 % der Erwerbstätigen der Gemeinde Żółkiewka sind in der Landwirtschaft tätig, überwiegend auf kleinstrukturierten Bauernhöfen.
Der Wochenmarkt findet traditionell immer montags an der Droga wojewódzka 842 in Żółkiewka-Osada statt.
In der Landgemeinde gibt es keine nennenswerte industrielle Produktion.
Die Arbeitslosenquote lag 2018 bei 8,7 Prozent.

## Infrastruktur
Solarenergie in der Gemeinde Żółkiewka (Projekt Energia Słoneczna w Gminie Żółkiewka)
Im Rahmen des Projektes werden der Kauf und die Installation von 520 thermischen Solarkollektoren in privaten Haushalten finanziell gefördert. Das Projekt wird von der Europäischen Union und der Republik Polen finanziert. Die Ziele sind unter anderem die Reduzierung des Verbrauchs fossiler Brennstoffe und Energie aus konventionellen Quellen und die Erhöhung des Anteils von Wärmeenergie aus erneuerbaren Energiequellen, so wie die Verbesserung der Luftqualität.
Windkraft

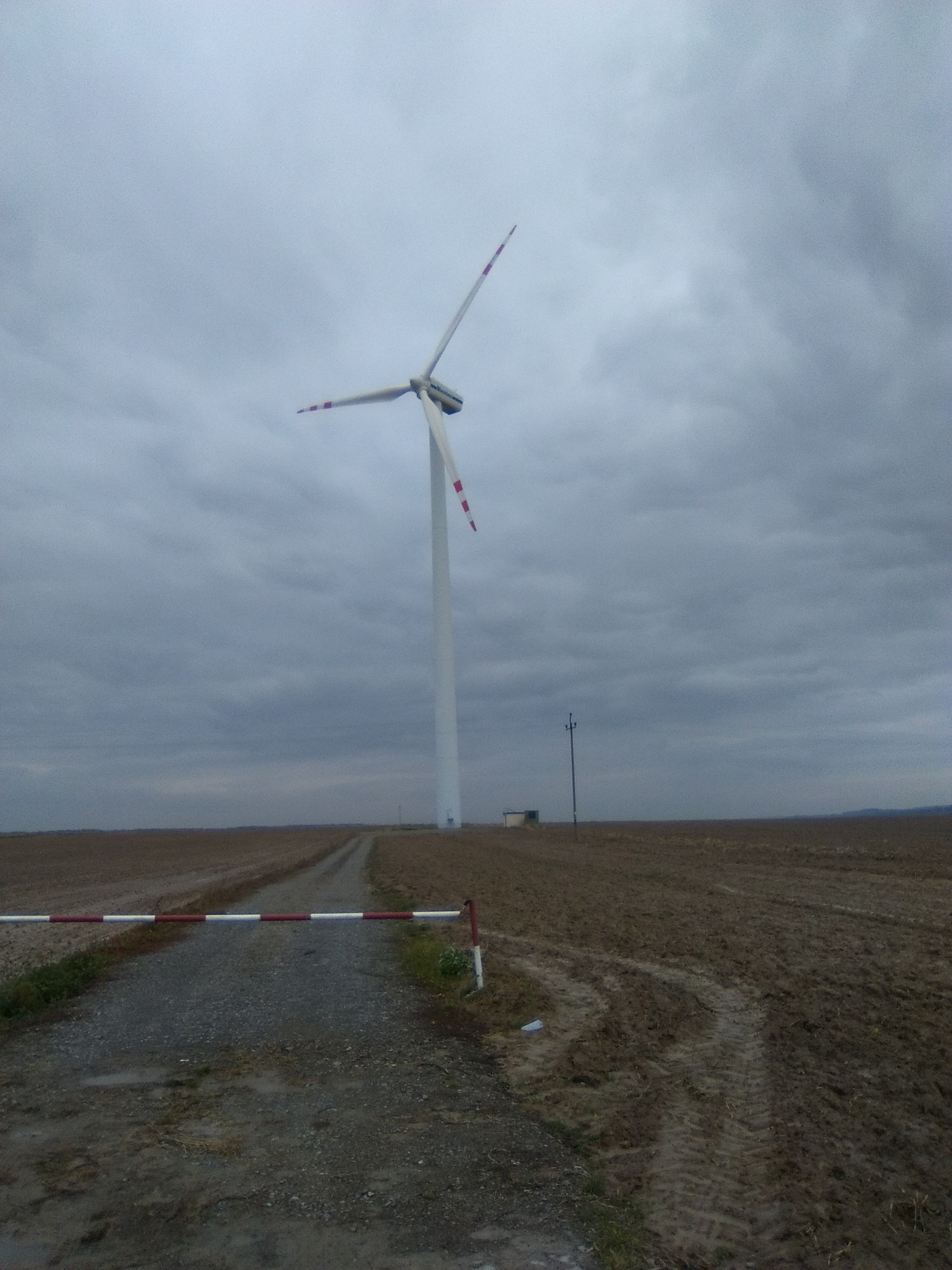
Windkraftanlage in Żółkiewka an der DW 837

Im Norden von Żółkiewka-Osada befinden sich an der Straße nach Piaski gelegen zwei Windkraftanlagen. Ursprünglich sollte dort ein Windpark mit bis zu 11 Anlagen entstehen. Nach Anwohnerprotesten wurde der Plan wieder verworfen. Die bereits fertiggestellten Windkraftanlagen sind weiter im Betrieb.

## Bildung

### Schulen
- Grundschule Hauptmann Stanisław Żółkiewskiego (Szkoła Podstawowa im. hetmana S. Żółkiewskiego)
- Grundschule im Gedenken an die Opfer des 2. Weltkrieges (Szkoła Podstawowa im. Ofiar Wojny Światowej) in Chłaniow.
- bis 2019 Gymnasium Jan Sobieski III. (Gimnazjum im. Jana III Sobieskiego)
- Gemeinschaftsschule Zespół Szkół Ponadgimnazjalnych

Zudem besteht ein Kulturzentrum mit einer öffentlichen Bibliothek.

## Geschichte
| Geographische Zugehörigkeit der Gemeinde Żółkiewka im Verlauf der Jahrhunderte | Geographische Zugehörigkeit der Gemeinde Żółkiewka im Verlauf der Jahrhunderte |
| ------------------------------------------------------------------------------ | ------------------------------------------------------------------------------ |
| 13. Jahrhundert                                                                | Königreich Polen                                                               |
| 1569–1795                                                                      | Polnisch-Litauische Union                                                      |
| 1795–1807                                                                      | Habsburg-Lothringen                                                            |
| 1807–1815                                                                      | Herzogtum Warschau                                                             |
| 1815–1836                                                                      | Kongresspolen                                                                  |
| 1837–1914                                                                      | Russisches Kaiserreich                                                         |
| 1914–1918                                                                      | Deutsches Reich                                                                |
| 1918–1939                                                                      | Zweite Polnische Republik                                                      |
| 1939–1944                                                                      | Generalgouvernement                                                            |
| 1944–1989                                                                      | Volksrepublik Polen                                                            |
| seit 1989                                                                      | Republik Polen                                                                 |

## Sport
GKS Hetman Żółkiewka ist der einzige Sportverein der Gemeinde Żółkiewka. Der Fußballverein spielt in der Saison 19/20 in der Bezirksliga (Klasa Okręgowa), der 6. polnischen Liga.

## Sehenswürdigkeiten

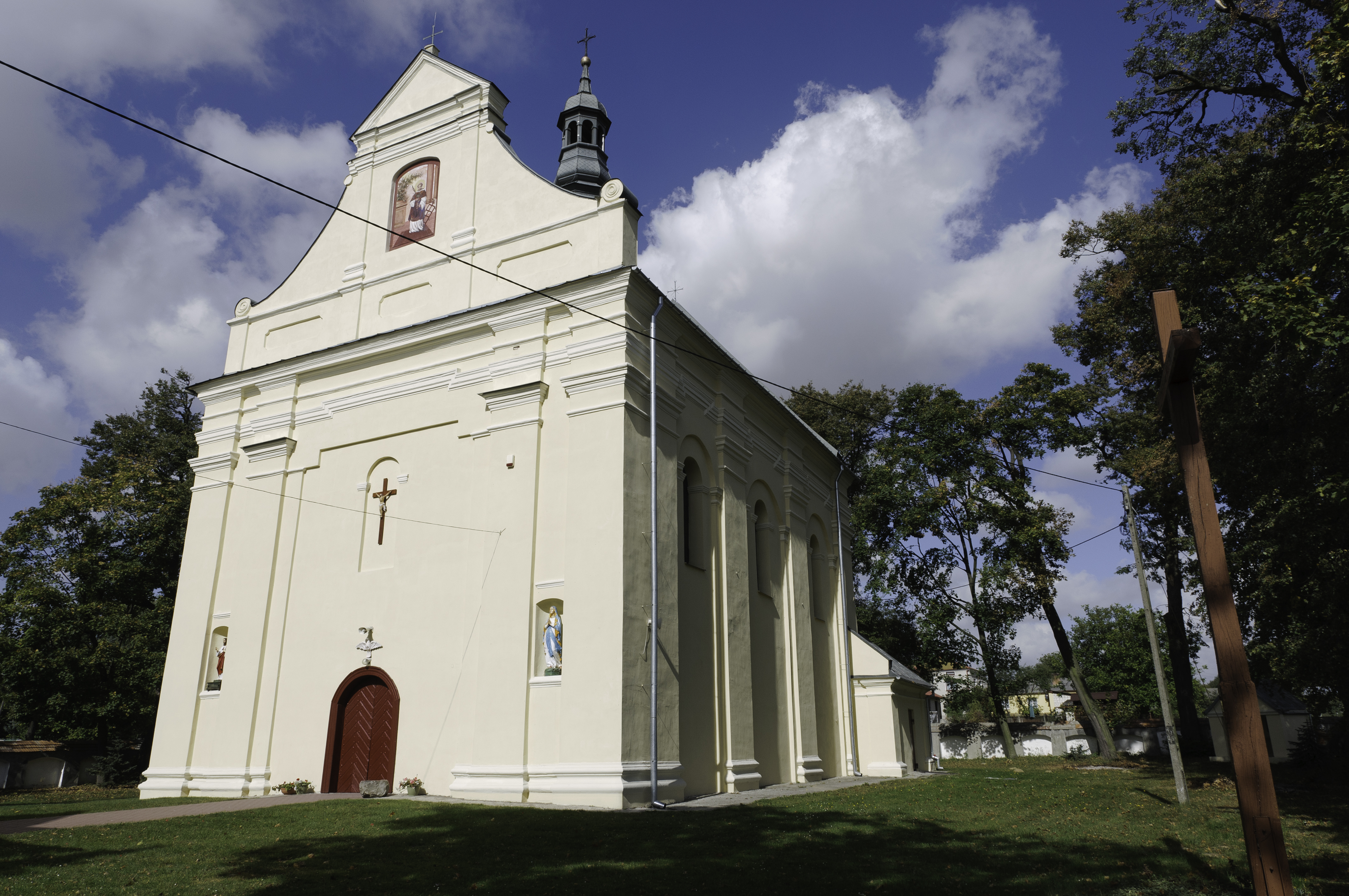
Kirche St. Laurentius

Die römisch-katholische Kirche St. Laurentius (Kościół pw. Świętego Wawrzyńca) wurde bereits 1770 im Stil der Spätgotik errichtet. Im Jahr 2020 feiert die Kirchengemeinde das 250-jährige Bestehen.

## Benachbarte Landgemeinden
- Gorzków, Krzczonów, Rudnik, Rybczewice (Powiat Świdnicki), Turobin (Powiat Biłgorajski) und Wysokie (Powiat Lubelski).

## Persönlichkeiten
- Leon Feldhendler (1910–1945), Holocaust-Überlebender, plante den Aufstand von Sobibór, geboren in Żółkiewka
- Samuel Lerer (1922–2016), Holocaust-Überlebender des Vernichtungslagers Sobibór, geboren in Żółkiewka